# 扎里奇涅 (扎切皮利夫卡區)
49°11′0″N 35°3′12″E / 49.18333°N 35.05333°E
扎里奇內（烏克蘭語：Зарічне）是位於烏克蘭東部的村莊，由哈爾科夫州别列斯京区的扎切皮利夫卡市鎮負責管轄。該村始建於1750年，面積1.09平方公里，海拔高度74米，2001年人口212，人口密度每平方公里194.5人。